# Kloster Grandselve
Das Kloster Grandselve (Grandis silva) ist eine ehemalige Zisterzienserabtei in der Gemeinde Bouillac im Département Tarn-et-Garonne in der Region Okzitanien in Frankreich. Es lag nordwestlich von Toulouse und rund 14 km östlich von Beaumont-de-Lomagne.

## Geschichte
Das zunächst von der Abtei Cadouin abhängige Kloster wurde im Jahr 1113/4 von Géraud de Salles als Benediktinerkloster gegründet und schloss sich unter Abt Bertrand I. im Jahr 1145 als Tochterkloster der Primarabtei Clairvaux dem Zisterzienserorden an und wurde schnell zu einem der wohlhabendsten Klöster im Süden Frankreichs. Die wohl Ende des 12. Jahrhunderts begonnene und 1253 geweihte Kirche war über 100 m lang und 20 m breit. Die Besitzungen sollen über 20000 ha betragen haben und verteilten sich auf 25 Grangien. Im Jahr 1281 gründete die Abtei das Collège de Saint-Bernard in Toulouse. Seine Filiation umfasste die Klöster Fontfroide, Calers (1147), Candeil und Santes Creus in Spanien (beide 1150). Der Niedergang des Klosters begann im 14. Jahrhundert. Im Hundertjährigen Krieg stand es auf der Seite Frankreichs; deshalb wurden die beiden Häuser, die es in Bordeaux besaß, vollständig zerstört. Die Mönche mussten sich in ein Haus in der Bastide von Grenade zurückziehen. Im Jahr 1476 fiel es in Kommende. In den Hugenottenkriegen wurde die Abtei nicht in Mitleidenschaft gezogen, jedoch wurden einige Grangien verwüstet. 1722 wurde das Einkommen des Klosters auf die Mensa des Abts und die des Konvents aufgeteilt. Im Jahr 1790 waren nur noch 16 Mönche im Kloster, das in der Französischen Revolution im März 1791 der gewaltsamen Auflösung verfiel und im August 1791 verkauft wurde und ab 1793 abgebrochen wurde.

## Bauten und Anlage
Vom Kloster, einer Anlage, die dem bernhardinischen Plan (plan bernhardin) entsprach (Klausur südlich – links – von der kreuzförmigen Kirche mit geradem Ostabschluss), hat sich nur das Pfortenhaus erhalten. Um 1970 wurden Bodenfliesen des Klosters vor Ort entdeckt.